# Löpning 10 000 meter
10 000 meter är den näst längsta distans på mästerskap i friidrott utomhus och har funnits med på alla världsmästerskap sedan starten för herrar och sedan 1987 för damer. Totalt springer löparna 25 varv på en 400 meters bana. De bästa tiderna på distansen brukar sättas vid galatävlingar eftersom det då oftast finns så kallade harar som ser till att farten blir hög och jämn.

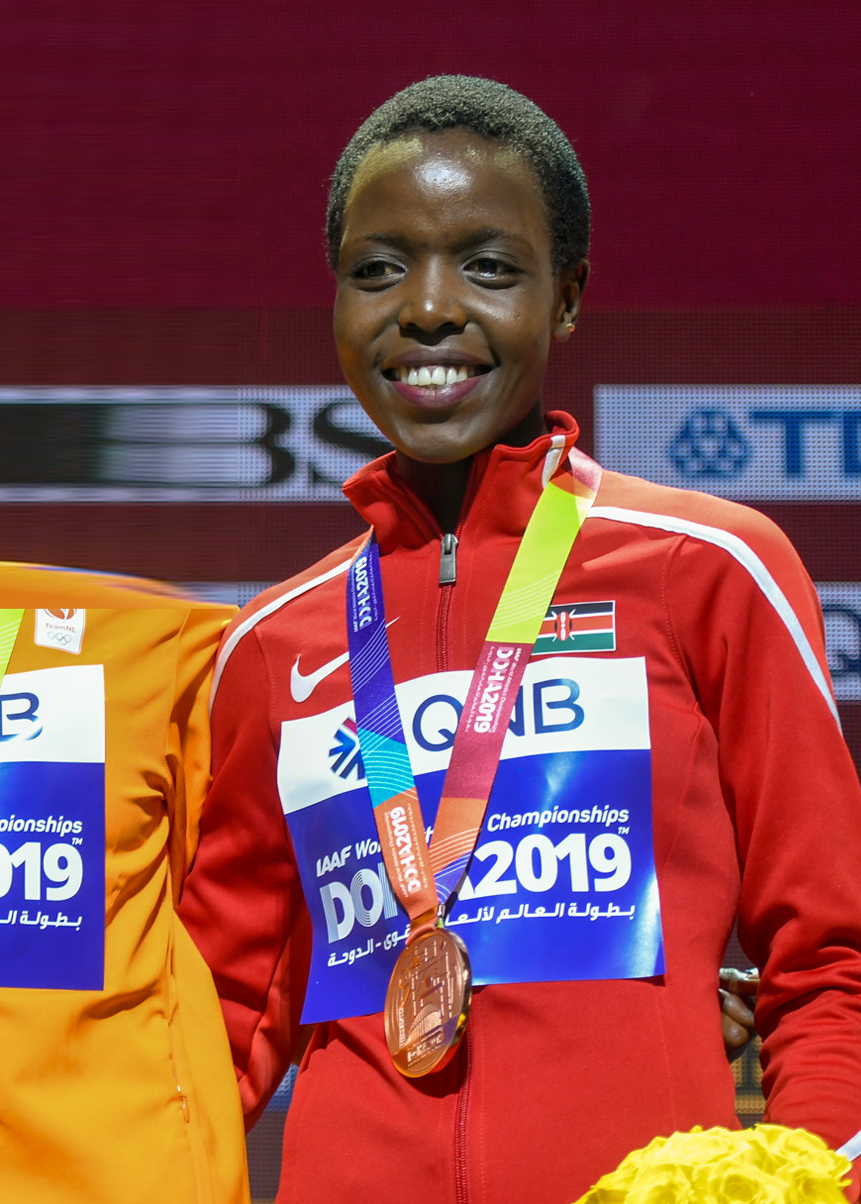
Världsrekordhållaren 2021, Agnes Tirop vid friidrotts-VM 2019 i Doha.

## Grenens utveckling

### Herrar
Den första manliga löparen som vid tävling sprang 10 000 meter under 30 minuter var Finlands Taisto Mäki som den 17 september 1939 noterade tiden 29:52. Under 1950-talet förbättrades tiden med en minut av Tjeckoslovakiens Emil Zatopek som den 1 juni 1954 sprang på 28:54. Nästa drömgräns passerades av Australiens Ron Clarke som den 14 juli 1965 sprang på 27:39. Den förste att springa under 27 minuter var Kenyas Yobes Ondieki som den 10 juli 1993 noterade tiden 26:58. Det nuvarande världsrekordet från 2020 är på 26:11 och innehas av Joshua Cheptegei från Uganda.  

### Damer
Det första officiella världsrekordet för damer noterades när Jelena Sipatova den 19 oktober 1981 sprang på 32:17. Den första att springa under 32 minuter var USA:s Mary Decker-Slaney som den 16 juli 1982 sprang på 31:35. Först under 31 minuter var Norges Ingrid Kristiansen som den 27 juli 1985 noterade tiden 30:59. Nästa drömgräns att klara var 30 minuter, den sprängdes när Kinas Wang Junxia den 8 september 1993 noterade tiden 29:31.

## Tio snabbaste tiderna på 10 000 meter

### Män
Uppdaterat den 9 augusti 2024.
| Rank | Resultat | Namn               | Nation   | Datum            | Plats               |
| ---- | -------- | ------------------ | -------- | ---------------- | ------------------- |
| 1    | 26:11,00 | Joshua Cheptegei   | Uganda   | 7 oktober 2020   | Valencia            |
| 2    | 26:17,53 | Kenenisa Bekele    | Etiopien | 26 augusti 2005  | Bryssel             |
| 3    | 26:22,75 | Haile Gebrselassie | Etiopien | 1 juni 1998      | Hengelo             |
| 4    | 26:27,85 | Paul Tergat        | Kenya    | 22 augusti 1997  | Bryssel             |
| 5    | 26:30,03 | Nicholas Kemboi    | Kenya    | 5 september 2003 | Bryssel             |
| 6    | 26:30,74 | Abebe Dinkesa      | Etiopien | 29 maj 2005      | Hengelo             |
| 7    | 26:31,01 | Yomif Kejelcha     | Etiopien | 14 juni 2024     | Nerja               |
| 8    | 26:31,13 | Berihu Aregawi     | Etiopien | 14 juni 2024     | Nerja               |
| 9    | 26:33,84 | Grant Fisher       | USA      | 6 mars 2022      | San Juan Capistrano |
| 10   | 26:33,93 | Jacob Kiplimo      | Uganda   | 19 maj 2021      | Ostrava             |

### Damer
Uppdaterat den 9 augusti 2024.
| Rank | Resultat | Namn                       | Nation        | Datum            | Plats          |
| ---- | -------- | -------------------------- | ------------- | ---------------- | -------------- |
| 1    | 28:54,14 | Beatrice Chebet            | Kenya         | 25 maj 2024      | Eugene         |
| 2    | 29:01,03 | Letesenbet Gidey           | Etiopien      | 8 juni 2021      | Hengelo        |
| 3    | 29:05,92 | Gudaf Tsegay               | Etiopien      | 25 maj 2024      | Eugene         |
| 4    | 29:06,82 | Sifan Hassan               | Nederländerna | 6 juni 2021      | Hengelo        |
| 5    | 29:17,45 | Almaz Ayana                | Etiopien      | 12 augusti 2016  | Rio de Janeiro |
| 6    | 29:26,89 | Lilian Kasait Rengeruk     | Kenya         | 25 maj 2024      | Eugene         |
| 7    | 29:27,59 | Margaret Chelimo Kipkemboi | Kenya         | 25 maj 2024      | Eugene         |
| 8    | 29:31,78 | Junxia Wang                | Kina          | 8 september 1993 | Peking         |
| 9    | 29:32,53 | Vivian Jepkemei Cheruiyot  | Kenya         | 12 augusti 2016  | Rio de Janeiro |
| 10   | 29:42,56 | Tirunesh Dibaba            | Etiopien      | 12 augusti 2016  | Rio de Janeiro |